# Diálogo platónico
Los diálogos platónicos —o Diálogos de Platón— son una obra constituida por un epistolario y un conjunto de diálogos, obras destinadas a la publicación que se han conservado en su totalidad y que son el legado literario y filosófico de su autor. Se editaron y se agruparon con diferentes criterios a lo largo de la historia de la transmisión del texto, de modo que ha sido discutido tanto el canon del Corpus Platonicum como el orden cronológico de producción de los diálogos considerados auténticos.

## Transmisión, conservación y edición de los diálogos

### El canon antiguo
Diógenes Laercio atribuye a Trasilo (aprox. s. I d. C.) la hipótesis de que Platón compuso sus diálogos de modo que se ordenaran en tetralogías, imitando el orden en que presentaban sus obras los poetas trágicos en las fiestas dionisíacas —esto es, tres tragedias y un drama satírico—. Los nombres de la lista que ofrece están acompañados de subtítulos que explicarían el tema de cada diálogo:
1. Eutifrón o De lo santo, Apología de Sócrates, Critón, Fedón o Del alma
2. Crátilo o De la recta razón de los nombres, Teeteto o De la ciencia, Sofista o Del ente, Político o Del gobernar
3. Parménides o De las ideas, Filebo o Del placer, Banquete o Del bien, Fedro o Del amor
4. Primer Alcibíades o De la naturaleza del hombre, Segundo Alcibíades o Del ruego, Hiparco o Del amor del lucro, Anterastes o de la filosofía
5. Téages o De la filosofía, Cármides o De la templanza, Laques o Del valor, Lisis o De la amistad
6. Eutidemo o El contencioso, Protágoras o Los sofistas, Gorgias o De la retórica, Menón o De la virtud
7. Hipias mayor o De lo bello, Hipias menor o De la mentira, Ion o De la Ilíada, Menexeno o Epitafio
8. Clitofonte o Protréptico, República o De la justicia, Timeo o De la naturaleza, Critias o La Atlántida
9. Minos o De la ley, Leyes o Del modo de hacerlas, Epinomis o La asamblea nocturna, Cartas (13)

Diógenes también trasmite una lista de diálogos que habían sido atribuidos a Platón, pero ya en la antigüedad se consideraban espurios y por ello no estaban incluidos en las tetralogías: el Midón, el Erixias, el Halción, el Sísifo, el Axíoco, el Feaces, el Demódoco, el Quelidón, el Séptima y el Epiménides. Del canon de Trásilo también fueron rechazados desde antiguo por apócrifos el Alcibíades Segundo, el Anterastes, el Hiparco y el Epinomis. A pesar de que Diógenes no los menciona, se conservaron en los manuscritos junto con estos diálogos, el De la justicia y De la virtud, también erróneamente atribuidos a Platón.
Según el mismo testimonio de Diógenes Laercio, Aristófanes de Bizancio director de la Biblioteca de Alejandría en el siglo III a. C., es decir, antes de Trásilo, ya había dispuesto los diálogos en trilogías, pero solo trasmite el contenido de cinco:
1. República, Timeo, Critias
2. Sofista, Político, Crátilo
3. Leyes, Minos, Epinomis
4. Teeteto, Eutifrón, Apología
5. Critón, Fedón, Cartas

El resto de los diálogos iría sin orden fijo a continuación. El hecho de que los diálogos platónicos hayan estado en la gran biblioteca sin duda favoreció la conservación y estudio de los textos en la antigüedad.

### Ediciones modernas

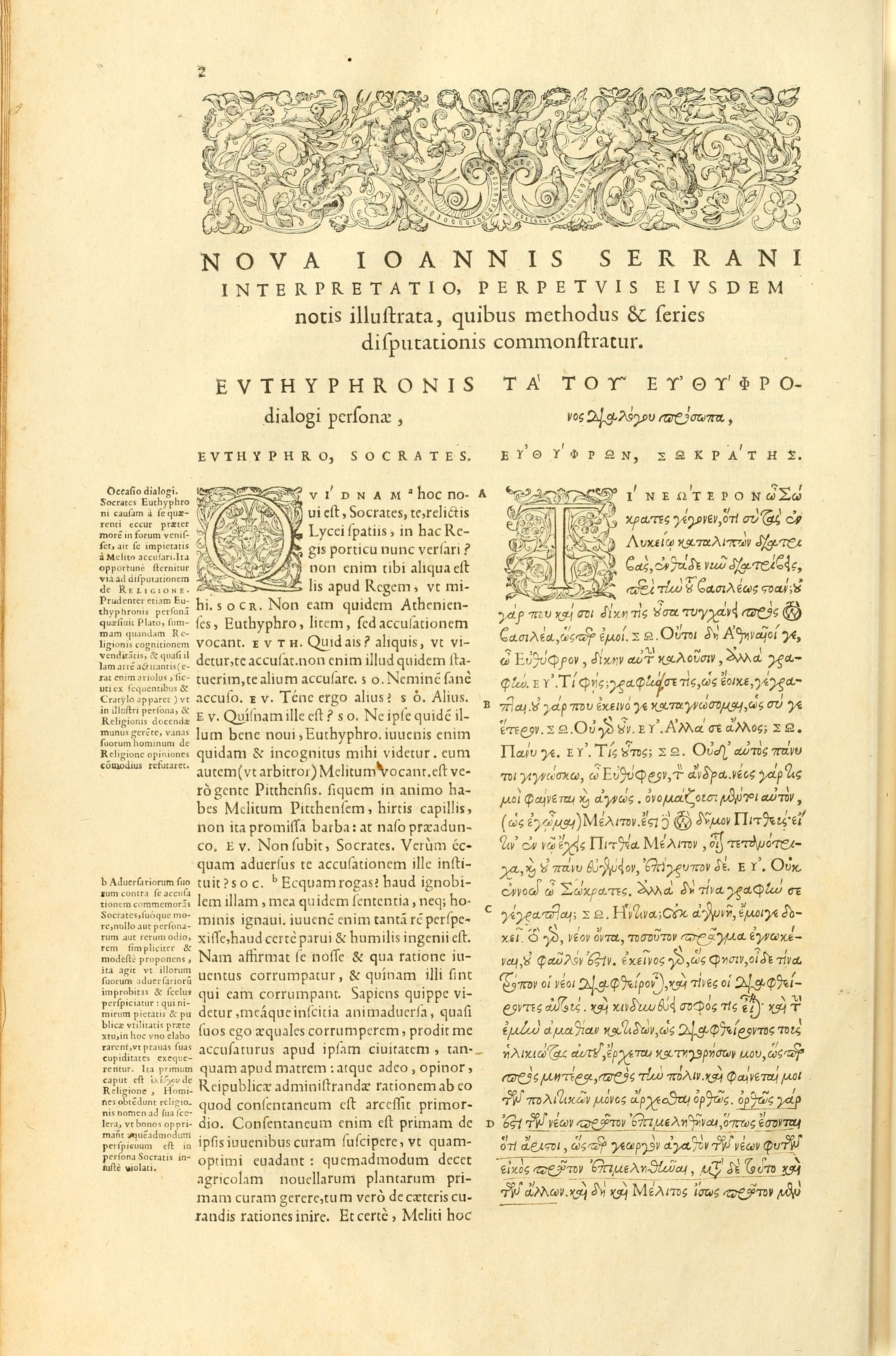
Primera página del Eutifrón, en la Edición de Estienne.

La editio princeps de los diálogos platónicos fue realizada por la Imprenta Aldina en 1513. Y aunque la edición de Henri Estienne es posterior (1578), fue esta la que terminó prevaleciendo en lo que se refiere a imponer un sistema de paginación para referirse y hallar lugares específicos en la obra de Platón. De hecho, la Paginación de Stephanus mantiene su vigencia en las ediciones y estudios actuales para señalar unívocamente las citas del autor. La edición, titulada Platonis opera quae extant omnia, fue realizada en tres volúmenes, y cada página dividía el texto en cinco partes iguales: el sistema de paginación remite al número de página de alguno de los volúmenes de esta edición, y una letra (de la «a» a la «e») a esta subdivisión correspondiente a la página. El sistema se completa anteponiendo el nombre del diálogo, puesto que cada volumen reinicia la paginación: sin la especificación del diálogo la referencia no sería unívoca y no se podría determinar a qué volumen pertenece.
La edición de la obra completa de Platón actualmente considerada regulativa, es la realizada por John Burnet en 1907: Platonis Opera: Recognovit Brevique Adnotatione Critica Instruxit, para la Oxford University Press. La edición fue realizada en 5 tomos, y sigue el ordenamiento de las tetralogías de Trásilo. Actualmente se suele añadir a las referencias según la paginación de Stephanus, el número de línea correspondiente a la edición de Burnet.

## Cronología de los diálogos
En lo que se refiere a la cronología de los diálogos, se pueden distinguir dos aspectos:
- Cronología absoluta: las fechas de aparición o de redacción de cada diálogo. Carecemos prácticamente de datos claros y objetivos que nos permitan fijarlas de manera precisa, más allá de algunas referencias a hechos históricos concretos en los diálogos mismos, que permite determinar a veces algún terminus post quem.
- Orden interno: el orden en que fueron apareciendo los diálogos. La labor de Platón como escritor se extendió por poco más de 50 años. Por ello es que los estudiosos de la obra prácticamente no pueden evitar la hipótesis de que varios puntos de su doctrina y ciertos rasgos de sus obras sufrieron cambios en ese tiempo, considerablemente largo. Se puede tener en cuenta para fijar la cronología relativa, tanto las pocas referencias existentes de un diálogo a otro, como la evolución del estilo o de ciertos elementos del pensamiento platónico.

A pesar de que los criterios han sido dispares, combinando las escasas certezas de la cronología absoluta con las relaciones internas de la obra que se han podido determinar claramente, los especialistas han llegado a cierto consenso general sobre la periodización de la obra de Platón, sin que ello signifique en absoluto unanimidad en lo que se refiere a posiciones precisas de diálogos determinados.